# Delmer Daves
Delmer Daves (San Francisco, 24 juli 1904 - La Jolla, 17 augustus 1977) was een Amerikaanse filmregisseur, scenarioschrijver, acteur en producent. Hij verwezenlijkte 31 langspeelfilms, waaronder 9 westerns, het genre dat hem het nauwst aan het hart lag. Hij schreef mee aan heel wat scenario's van zijn films.

## Leven en werk

### Opleiding en eerste stappen in de filmwereld
Delmer Daves haalde een universitair diploma in de rechten aan de Stanford-universiteit waar hij zich in zijn vrije tijd bezighield met toneel. Hij bracht ook vakantietijd door in een indianenreservaat dicht bij Monument Valley waar hij gefascineerd raakte door het leven van de Apaches en door de Pueblocultuur. Hij werd aangeworven in een advocatenkantoor maar hij besloot algauw de opkomende filmwereld in te stappen. In de loop van de jaren twintig werd hij rekwisiteur bij onder meer regisseur James Cruze voor de western The Covered Wagon (1923). Voorts deed hij ervaring op met figurantenrollen, als technisch adviseur (bij Metro-Goldwyn-Mayer) en als regieassistent. Hij genoot de bescherming van Cruze die hem zijn eerste belangrijke rol gaf: in diens tragikomedie The Duke Steps Out (1929) speelde Daves samen met Joan Crawford. Een jaar later hield hij zijn acteercarrière voor gezien.

### Scenarioschrijver
In 1929 leverde Daves zijn eerste scenario af: de komedie So This Is College werd uitgebracht door MGM. In 1934-1935 schreef hij mee aan de scenario's voor Dames, Flirtation Walk en Paging Miss Glory, enkele muzikale komedies van de toen heel populaire Dick Powell. Hij kreeg nog meer bekendheid door zijn scenario's voor de misdaadfilm The Petrified Forest (1936), de doorbraakfilm van Humphrey Bogart, en voor het melodrama Love Affair (1939).

### Jaren veertig: oorlogsfilms en thrillers, zijn eerste films als regisseur
Daves nam plaats in de regisseursstoel in 1943 met de Tweede Wereldoorlog film Destination Tokyo. Hij draaide nog enkele oorlogsfilms waarvan Pride of the Marines (1945) de belangrijkste was. Door het thema van de moeilijke re-integratie in de maatschappij van een militair kondigde die film William Wylers meesterwerk The Best Years of Our Lives (1946) aan. In 1947 regisseerde Daves twee thrillers: The Red House en de met de subjectieve camera gedraaide film noir Dark Passage, de derde van de vier films die het koppel Humphrey Bogart-Lauren Bacall op het grote scherm verenigden.

### Jaren vijftig: bloeiperiode vol westerns
De jaren vijftig vormden de bloeiperiode van zijn carrière. Hij leverde negen westerns af en hiervoor deed Daves een beroep op al wie naam had of zou krijgen in het westernacteursgild: James Stewart, Gary Cooper, Richard Widmark, Alan Ladd, Ernest Borgnine, Glenn Ford, Charles Bronson en Joanne Dru. De eerste, Broken Arrow (1950), was wellicht de meest belangwekkende. Het was een van de eerste westerns die de Noord-Amerikaanse Indianen in hun waardigheid liet. Daves stopte in deze antiracistische film alle sympathie die hij voor hen in zijn jeugd had gekregen tijdens zijn verblijf bij hen. In de tijdens de Amerikaans-indiaanse oorlogen gesitueerde film vertolkt hoofdacteur James Stewart een verkenner van het Amerikaans leger die zich naar Cochise begeeft om de dialoog op te starten. Hij leert zo de Apachecultuur kennen en waarderen, én hij wordt verliefd op een Indiaanse vrouw.  Alleen al uit de keuze van de titel sprak Daves' pacifistische overtuiging : de gebroken pijl als vredessymbool (en niet de opgegraven strijdbijl).
In 1956-1957 leverde Daves nog drie vermeldenswaardige westerns af: The Last Wagon, een van de eerste westerns van Richard Widmark, Jubal, de eerste van de drie westerns die hij draaide met Glenn Ford en 3:10 to Yuma, een psychologisch gelaagde western met Glenn Ford die hij zelf als zijn beste western beschouwde.
In 1959 draaide hij het dramatische The Hanging Tree, zijn laatste western. Toen hij tijdens de opnames ernstig ziek werd nam acteur Karl Malden de filmcamera over en voltooide de film. Na zijn herstel verwezenlijkte Daves het melodrama A Summer Place (1959), zijn meest succesvolle film en dat had de film vooral te danken aan de nummer 1-hit Theme from A Summer Place (1960), uitgevoerd door Percy Faith.
Hij maakte ook een aantal films in opdracht zoals de romantische drama's Kings Go Forth (1958), waarin twee Amerikaanse militairen in Zuid-Frankrijk verliefd worden op hetzelfde meisje dat van gemengde afkomst is, en Susan Slade (1961).

### Einde van de carrière
Het drama The Battle of the Villa Fiorita (1965) werd zijn laatste film. Omwille van zijn zwakke gezondheid verkoos hij na ruim twintig jaar regisseren zijn carrière te beëindigen.
Daves was eveneens gefascineerd door fotografie en kalligrafie. Hij ontwierp en tekende soms zelf de uithangborden die in zijn westerns te zien waren.

### Privéleven
In 1938 trad Daves in het huwelijk met de actrice Mary Lawrence. Hij bleef gehuwd met haar tot aan zijn overlijden in 1977. Ze kregen twee  kinderen, Michael die acteur werd en zijn vader soms bijstond als regieassistent, en Deborah.
In 1977 overleed Delmer Daves op 73-jarige leeftijd.

## Filmografie

### Scenarioschrijver
- 1929 - Queen Kelly (Erich von Stroheim) (naam niet vermeld)
- 1929 - So This Is College (Sam Wood)
- 1931 - Shipmates (Harry A. Pollard)
- 1934 - Dames (Ray Enright)
- 1934 - Flirtation Walk (Frank Borzage)
- 1935 - Page Miss Glory (Mervyn LeRoy)
- 1936 - The Petrified Forest (Archie Mayo)
- 1938 - Professor Beware (Elliott Nugent)
- 1939 - Love Affair (Leo McCarey)
- 1941 - Night of January 16th (William Clemens)
- 1942 - You Were Never Lovelier (William A. Seiter)
- 1943 - Stage Door Canteen (Frank Borzage)
- 1955 - White Feather (Robert D. Webb)
- 1957 - An Affair to Remember (Leo McCarey)

### Regisseur
- 1943 - Destination Tokyo
- 1944 - The Very Thought of You
- 1944 - Hollywood Canteen
- 1945 - Pride of the Marines
- 1947 - The Red House
- 1947 - Dark Passage
- 1948 - To the Victor
- 1948 - A Kiss in the Dark
- 1949 - Task Force
- 1950 - Broken Arrow
- 1951 - Bird of Paradise
- 1952 - Return of the Texan
- 1953 - Treasure of the Golden Condor
- 1953 - Never Let Me Go
- 1954 - Drum Beat
- 1954 - Demetrius and the Gladiators
- 1956 - The Last Wagon
- 1956 - Jubal
- 1957 - 3:10 to Yuma
- 1958 - Cowboy
- 1958 - Kings Go Forth
- 1958 - The Badlanders
- 1959 - The Hanging Tree
- 1959 - A Summer Place
- 1961 - Parrish
- 1961 - Susan Slade
- 1962 - Rome Adventure
- 1963 - Spencer's Mountain
- 1964 - Youngblood Hawke
- 1965 - The Battle of the Villa Fiorita